# 國家憲法中心
國家憲法中心（英語：National Constitution Center）位於美國宾夕法尼亚州費城，是美国一个以美国宪法历史为主题的博物馆。1988年開始建造，2000年9月17日奠基，2003年7月4日建成
。不過該博物館內並沒有宪法原件，宪法原件存放在华盛顿哥伦比亚特区的国家档案馆大楼。